# گلوبال‌لیکس
گلوبال لیکس یک نرم‌افزار آزاد و متن باز است که قصد دارد تا ابتکارات افشاگری امن و ناشناس را فعال کند. این سازمان توسط مرکز Hermes برای شفافیت و حقوق بشر دیجیتال، توسط یک سازمان غیردولتی مستقر در ایتالیا که از آزادی بیان آنلاین حمایت می‌کند، توسعه یافت.
این نرم‌افزار به هر کسی، حتی افراد غیر فنی، قابلیت راه‌اندازی و نگهداری یک سکوی افشاگری را می‌دهد.

## تاریخچه
این پروژه توسط فابیو پتروسانتی آغاز شد و برای اولین بار در ۱۵ دسامبر ۲۰۱۰ در جامعه hacktivist به اشتراک گذاشته شد.
ارقام مربوطه در اولین توسعه عبارتند از: کلودیو آگوستی، آرتورو فیلاستو، میشل اورو، جیووانی پلرانو و فابیو پتروسانتی. اولین نمونه اولیه در تاریخ ۶ سپتامبر ۲۰۱۱ توسط مصاحبه‌کننده دربارهٔ نحوه آغاز پروژه Full اعلام شد.
فیلاستو در پاسخ به سؤالی که توسط مصاحبه‌کننده در مورد نحوه شروع پروژه گلوبال لیکس پرسیده شد، توضیح داد: " بعد از کل ماجرای ویکی لیکس، تصمیم گرفتیم که روی این پروژه کار کنیم."
ایده "گلوبال لیکس" از تحقق نیاز به روزنامه نگاران برای تضمین محرمانه بودن منابع خود علی‌رغم یک شبکه ناامن به وجود آمد.
این برنامه توسط روزنامه نگارانی که مهارت‌های کامپیوتری پیشرفته ندارند و به یک پلت فرم امن برای حفاظت از منابع خود نیاز دارند، طراحی شده‌است.
این نرم‌افزار روزنامه نگاران و منابع آن‌ها را قادر می‌سازد که به‌طور ایمن ارتباط برقرار کنند و "جریان پیوسته اطلاعات در میان افراد با امنیت کامل" را مجاز کنند.
همچنین روزنامه نگاران را قادر می‌سازد تا منابع را با درخواست انواع مختلف داده‌ها و اسناد تأیید کنند. علاوه بر این، گلوبال لیکس انعطاف‌پذیرتر از ویکی لیکس است که تنها به زبان انگلیسی و متمرکز بر "رویداده‌ای طنین ملی و بین‌المللی" است.
فیلاستو و همکارانش متوجه شدند که اغلب سایت‌های افشاگری"امنیت ضعیفی دارند" و آسیب‌پذیری‌های وال استریت ژورنال، به عنوان مثال، تنها چند ساعت پس از آن که به صورت آنلاین منتشر شد، "در معرض خطر قرار گرفتند".
فیلاستو اظهار داشت: " ما دیدیم که یک پایگاه کاربری وجود دارد اما توسعه دهندگان این کار را اشتباه انجام می‌دهند. ما گفتیم: "ما افراد امنیتی هستیم، ما می‌توانیم این کار را بهتر انجام دهیم". ما دو سال پیش با یک نمونه اولیه پیشرفته آشنا شدیم: Globaleaks ۰٫۱. این یک آزمایش اولیه بود، اما کاملاً خوب پیش رفت. سپس آن را از صفر جدا می‌کنیم و اکنون در حال نسخه ۲٫۲۴. هستیم."
در سال ۲۰۱۱، Tor2web, proxy خدمات پنهان که توسط آرون سوارتز و ویرجیل گریفیث طراحی شده‌بود، گلوبال لیکس به عنوان بخشی از پروژه extending به عنوان یک جز برای گسترش پلتفورم‌ها به اتصالات سنتی HTTPS شد.
در سال ۲۰۱۲ مرکز Hermes برای شفافیت و سازمان غیردولتی حقوق بشر دیجیتال در ایتالیا تأسیس شد.

## پذیرش
براندون استاش گلوبال لیکس را به عنوان " یک پروژه متن‌باز با هدف ایجاد جهانی، بی‌نام، سانسور و مقاوم در برابر سانسور، توصیف کرد.
"گلوبال لیکس" به دنبال "دموکراتیزه کردن مدل ویکی لیکس" و تبدیل "استاندارد دو فاکتو (بالفعل در حوزه فناوری)" بر روی تحقیق در زمینه بهترین روابط بین امنیت و کاربردپذیری است.
"ان جی اوی مرکز Hermes" قصد دارد تا با انتشار اطلاعات در مقیاسی متفاوت از ویکی لیکس به انتشار اطلاعات کمک کند. وی افزود که در دسامبر ۲۰۱۳، ما نیاز به یک "راه‌حل یا نرم‌افزاری" را شناسایی کردیم که هر سازمان را قادر می‌سازد که با درخواست فعال، حتی در سطح محلی، با یک درخواست فعال درگیر شود."
از اندی گرینبرگ به نقل از پتروسانتی در گفتن این که "هدف هرمس" گسترش جنبش نشت ناشی از پنجاه یا هزاران گره نشتی است که توسط همه شرکت‌های آمریکایی اداره می‌شوند که به‌طور قانونی موظف به اداره یک خروجی داخلی درونی به فعالان افراطی هستند که امیدوارند که مواد خود را به ناشران منتقل کنند در حالی که از تور استفاده می‌کنند تا کاملاً ناشناس بمانند.
گرینبرگ نوشت که هدف از آن پراکنده کردن خطر کنترل مواد حساس بر یک ارتش از افراد به جای یک گروه آسیب‌پذیر است.
پتروسانتی می‌گوید: بعضی از مردم ممکن است مثل آسانژ باشند و بگویند: بسیار خوب، ما منتشر می‌کنیم و دعوا می‌کنیم. اما بسیاری از مردم می‌خواهند بی آن که این مسئولیت را بر عهده بگیرند، با فساد مبارزه کنند. اگر پروفایل خطر هر کسی که یک گره نشتی را اجرا می‌کند، کاهش یابد، گره‌های نشتی زیادی وجود خواهد داشت. ویکی لیکس به ما چیزی آموخت؛ و این واژه جاسوس را به آگاهی مردم تبدیل کرد (…)اما GlobaLeaks گام منطقی بعدی است."
در اکتبر ۲۰۱۳، تسل رنزنبرینک در مقاله خود "ساخت یک زیرساخت برای افشاگری" نوشت که "مکانیسم‌های حفاظتی بسیار کمی وجود دارند" و به این دلیل، "افشاگری" به عنوان یک موضوع مهم در OHM۲۰۱۳، بزرگ‌ترین جشنواره هکرها در فضای باز در اروپا، به نمایش درآمد.
در این جشنواره، رنزنبرینک با مردم "چندین سازمان" صحبت کرد که طرح‌هایی را برای ساخت یک زیرساخت افشاگری بهتر آغاز کرده‌اند "از جمله فیلاستو که به او گفته بود:" گلوبال لیکس یک نرم‌افزار طراحی‌شده که به هر کسی اجازه می‌دهد که به راحتی یک پایگاه نظامی راه‌اندازی کند ". فیلاستو تأکید کرد که " این نرم‌افزار متن‌باز است تا هر کسی بتواند آن را دانلود کند، آن را نصب کند و یک پایگاه نظامی تشکیل دهد. (…)ما خودمان یک سکوی افشاگری(…)اجرا نمی‌کنیم، اما با قادر ساختن دیگران به اجرای طرح‌های موفق، به این اکو سیستم کمک می‌کنیم."

## عملکرد
یک سایت گلوبال لیکس از خدمات مخفی تور استفاده می‌کند تا بتواند نامش فاش نشود.
هنگامی که ارایه روی یک پلت فرم گلوبال لیکس انجام می‌شود، داده‌ها با استفاده از PGP و سیستم به‌طور خودکار دریافت کنندگان ثبت‌شده (به عنوان مثال، رسانه‌های محلی، ان جی اوها یا حتی یک روزنامه‌نگار واحد) را مطلع می‌کند. سکوهای گلوبال لیکس هیچ چیزی را برای همیشه ذخیره نمی‌کنند و اطلاعات و پرونده‌های ارسال‌شده به محض امکان با یک سیاست حفظ اطلاعات دقیق حذف می‌شوند.
این فرایند به‌طور کلی با پیشنهاد منابع برای استفاده از سیستم‌عامل بی‌نام در حین اتصال به گلوبال لیکس بهبود می‌یابد.
جاوا اسکریپت برای دسترسی به گلوبال لیکس لازم است.

## اجرا
تا سال ۲۰۱۹، گلوبال لیکس در ۲۰ زبان بین‌المللی ترجمه شده و توسط هزاران پروژه و ابتکاراتی در سراسر جهان اجرا شده که گستره وسیعی از پذیرندگان، رسانه‌های مستقل، فعالان، سازمان‌های رسانه‌ای، شرکت‌ها و بیشتر را در بر می‌گیرند.
جان بورلاند گفت که در حال حاضر [۳۰ دسامبر ۲۰۱۳] در حال صحبت با سازمان‌ها در تعدادی از کشورهای دیگر، از جمله چندین گروه رسانه‌ای که می‌خواهند مدل موفقیت‌آمیز هلندی را تکرار کنند "بورلاند افزود که" فعالان همچنین سایت‌های خاص را برای مسائلی مانند حقوق بشر، جرایم حیات وحش، نظارت، امنیت غذایی در ایالات‌متحده و سانسور بررسی می‌کنند."
بزرگ‌ترین اجرای در سال ۲۰۱۴ توسط PubLeaks در هلند رخ داد، «بنیادی که ۴۲ نفر از بزرگ‌ترین سازمان‌های رسانه‌ای کشور را در بین اعضایش تشکیل می‌دهد. بورلاند در آنجا، هر سازمان ۵۰۰ پوند در سال پرداخت می‌کند، و در عوض یک لپ‌تاپ ویژه برای دسترسی به Publeaks دریافت می‌کند. تمام سازمان‌های شرکت‌کننده در مورد دوره‌های تحریم موافق هستند و اطلاعات را می‌توانند بدون فشار انتشار فوری مورد بررسی قرار دهند. این گروه قبلاً چندین نشت پروفایل با پروفایل بالا داشته‌است، از جمله یکی که منجر به استعفای یکی از نمایندگان برجسته مجلس شد.»
دیگر سازمان‌های اصلی که از راه‌اندازی سیستم‌عامل مبتنی بر گلوبال لیکس پشتیبانی می‌کنند Free Press Unlimited(FPU)و Associated Whistleblowing Press(AWP)هستند.
FPU، یک سازمان در هلند، AfriLeaks و MexicoLeaks را خلق کرد. پلرانو به گاردین گفت: «Afrileaks اولین پروژه خارج از دنیای غرب است که توسط بیش از ۱۵ اتحاد سازمان‌های خبری آفریقایی اجرا می‌شود که متعهد به گفتن حقیقت به قدرت هستند». در مورد MexicoLeaks، این یک سکوی افشاگری مستقل است که هدف آن آشکار کردن اطلاعات برای منافع عمومی در مکزیک است که جایزه FRIDA سال ۲۰۱۶ را دریافت کرده‌است.
WildLeaksیکی از موفق‌ترین پروژه‌های گلوبال لیکس، اولین ابتکار فعال جهانی است که به جرم حیات وحش و جنگل اختصاص یافت و توسط انجمن اقدام فیل(Elephant Action League) (EAL)اداره و مورد بررسی قرار گرفت. یکی از تحقیقات در مستند نت فلیکس به نام «بازی ساحل‌عاج» مورد توجه قرار گرفت.
گلوبال لیکس همچنین با مبارزه با فساد مالی و سازمان‌های غیردولتی حقوق بشر مانند Allerta اینترنشنال Anticorruzione, OCCRP (OCCRPLeaks)و سازمان عفو بین‌الملل همکاری می‌کند.
در سال ۲۰۱۷، Xnet، یک پروژه که برای دموکراسی شبکه‌ای و حقوق دیجیتال بر روی آن کار می‌کند و از سال ۲۰۰۸ شروع به کار کرده‌است، اولین شکایت عمومی ضد فساد عمومی را با استفاده از فناوری حفاظت گمنام مانند تور و گلوبال لیکس ("Bustia Etica" در کاتالان) آغاز کرد. با این پروژه پیشگام، تالار شهر بارسلونا اولین دولت شهری است که شهروندان را به استفاده از ابزارهایی دعوت می‌کند که آن‌ها را قادر به ارسال اطلاعات به شیوه‌ای امن می‌سازد، که حریم خصوصی را تضمین می‌کند و به شهروندان امکان می‌دهد که کاملاً ناشناس باشند.
در سال ۲۰۱۸، اداره مبارزه با فساد ایتالیا (ANAC)، یک ناظر اجرایی، سکوی ملی افشاگری خود را با استفاده از خدمات گلوبال لیکس و onion آغاز کرد و به whistleblowers که راه مطمئنی برای گزارش فعالیت‌های غیرقانونی در حین حفاظت از هویت آن‌ها ارائه داد.

## بودجه
در سال ۲۰۱۱، GlobaLeaks ۰٫۱ درصد بودجه دریافتی از آژانس توسعه بین‌المللی ایالات‌متحده را دریافت کرد.
در سال ۲۰۱۲، GlobaLeaks ۲٫۰ با ۱۰۸٬۴۰۰ دلار از سوی صندوق فناوری باز تحت برنامه Freedom2Connect سرمایه‌گذاری شد.
در سال ۲۰۱۳، این پروژه توانست با چند کمک مالی و کاره‌ای داوطلبانه زیادی که توسط اعضای هسته آن انجام شده‌بود، جان سالم به در ببرد.
در سال ۲۰۱۴، بنیادهیوس به مرکز هرمس ۲۰۰٫۰۰۰€ برای اولویت‌بندی طرح‌های ابتکاری در آفریقای جنوبی به اهدا کرد.
در ژولای ۲۰۱۴، پروژه گلوبال لیکس با ۲۳۴٬۰۰۰ دلار از سوی صندوق فناوری باز به منظور توسعه یک نقشه راه جدید از Q3 / ۲۰۱۴ تا ۲۰۱۶ / Q1 سرمایه‌گذاری شده‌است که در آن تمام گزارش‌ها پیشرفت در دسترس عموم قرار دارند.
در سپتامبر ۲۰۱۴، سازمان بین‌المللی شفافیت سازمان بین‌المللی مشاوره و مشاوره حقوقی خود (ALAC)را با هم‌کاری از کمک اتحادیه اروپا آغاز کرد.